# Selkie

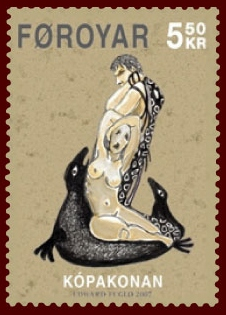
Znaczek z Wysp Owczych z wizerunkiem selkie

Selkie – szkocki Silkie, w folklorze szkockim istoty mogące zmienić się z foki w człowieka lub bogini porządków domowych.

## Pół foki, pół kobiety
Przemiana odbywa się poprzez zrzucenie foczej skóry. Przywdziewając ją ponownie, selkie może znów przybrać zwierzęcą formę. Ich nazwa pochodzi z Orkadów, gdzie słowem selkie określa się każdą fokę. 
W większości legend kobieta-selkie zakochuje się w mężczyźnie i dla niego porzuca życie w morzu. Po pewnym czasie tęsknota jest jednak tak duża, że selkie ponownie przybiera kształt foki. W zależności od wersji ukochani bądź nie wiedzą, że zakochali się w selkie, bądź wiedząc o tym ukrywają foczą skórę, aby zapobiec powrotowi do morza.
W mitach szkockich pojawiają się także męskie formy selkie i uwodzą samotne kobiety.

## Szkocka bogini Selkie (Silkie)
Jest to związana ze szkockim folklorem postać, której imię pochodzi od jedwabistych szat jakie nosi. Wierzono, że Selkie wkrada się do ludzkich domostw, aby tam sprzątać i czyścić wszystko, co tylko ludzie pozostawili w nieładzie. Jeśli zastawała dom w idealnym porządku, niezadowolona Selkie robiła tam bałagan.